# 英格尔哈特-韦尔策尔世界文化地图
英格尔哈特－韦尔策尔世界文化地图（英語：Inglehart–Welzel cultural map of the world）是政治学家罗纳德·英格尔哈特与克里斯蒂·韦尔策尔基于世界价值观调查而制作的一幅地图。这张图从两个主要的维度标示了不同社会文化的价值观取向：x轴展现的维度是生存价值观与自我表达价值观，y轴展现的维度则是传统价值观与世俗理性价值观。从左到右表示从生存价值观逐渐过渡到自我表达价值观，从下到上则是表示从传统价值观逐渐过渡到世俗理性价值观。
- 生存價值觀把重點放在經濟穩定和人身安全，以實用為主，嚴刑峻法的社會制度為核心，對於公權力、管制介入生活的標準較低，人與社會間要求統籌管理，但人與人之間不強求信任，政治中庸、對刺激略帶敏感，不關心外在無關之動態；如：俄羅斯。[2]

- 自我表達價值觀高度重視主觀幸福感、自我表達和生活質量，藝術與文化形態，重視環境保護，人民對參與經濟和政治生活的決策需求不斷增加，偏重人際信任與隱私保障，政治多彩多姿；如：澳洲。[3]

- 傳統價值的世界觀以國族中心主義相連結，對於外族或帶有歷史偏見，但相對熱情，多語言能力差，鼓勵人口眾多，對于犯罪者以嚴整為主，而法律之外社會對道德要求嚴格，因此宗教勢力強大，寬容少見，古代不平等現象持續存在，對於傳統文化維護至極，對新思想保守。如：巴基斯坦。[4]

- 世俗價值觀把重點放在理性和寬容，對於法律以制度維護而非處罰為優先，寬容境內增加的外國人、同性戀者，或是特殊行為者，但也可能相對理性務實而導致異文化受排斥而難以融入，多保障性別平等乃至於一切平等，對於舊文化與新文化鼓勵兼容並蓄；如：瑞典。[5]

亞洲社會都分佈在傳統/世俗層面的兩個集群，但不如西方世界般重視自我表達。
- 傳統價值觀強調權威在宗教、親子關係、服從具有絕對標準和傳統家庭觀念[6]的重要性，拒絕離婚、墮胎、安樂死和自殺；具有較高的種族優越感和民族主義的看法。如：南亞（相較於儒家社會）。

- 世俗理性價值觀不太重視宗教、傳統的家庭觀念和權威，離婚、墮胎、安樂死和自殺被視為相對可以接受，或者至少可以進行公開探討與研究；具有較高的技術優越感和理性主義的看法。如：儒家社會。[7]

根据作者的说法:“在10个指标的因素分析中，这两个维度解释了超过70%的跨国差异，而且这些维度中的每一个都与其他重要取向的分数密切相关。”
这些价值观与一个国家的经济发展有关，最重要的是一个国家的经济部门在制造业或服务业中所占的比例。尽管如此，作者强调，社会经济地位不是决定一个国家位置的唯一因素，因为他们的宗教和文化历史遗产也是一个重要因素。

## 价值
Inglehart和Welzel对世界价值观调查数据的分析认为，世界上的跨文化差异主要有两个维度:
1. x-轴:生存价值vs自我表达价值
2. y-轴:传统价值观与世俗理性价值观

该地图是一个图表，其中各国根据其在x轴(生存价值观与自我表达价值观)和y轴(传统价值观与世俗理性价值观)上的两个价值观的得分进行定位。
这张地图显示了社会在这两个维度上的位置。国家集群反映的是它们共同的价值观，而不是地理上的接近。
传统价值观强调宗教、亲子关系、服从权威、绝对标准和传统家庭价值观的重要性。信奉这些价值观的人也拒绝离婚、堕胎、安乐死和自杀。信奉这些价值观的社会具有高度的民族自豪感和民族主义观。
世俗理性价值观与传统价值观有着相反的偏好。信奉这些价值观的社会较少强调宗教、传统家庭价值观和权威。离婚、堕胎、安乐死和自杀被认为是相对可以接受的。
恩格尔布雷克特和尼格伦将从传统价值观向世俗理性价值观的转变描述为“本质上用科学和官僚主义取代宗教和迷信，成为社会行为和权威关系的基础”。
生存价值观强调经济和人身安全它们与相对的种族中心主义观点和低水平的信任和宽容有关。
自我表达价值观高度重视主观幸福感、自我表达和生活质量在接受这些价值观的社会中，一些价值观更为普遍，包括环境保护、对外国人、女同性恋，男同性恋者和性别平等的日益宽容、对参与经济和政治生活决策的要求越来越高(自治和不受中央权威的约束)、人际信任、政治温和，以及育儿价值观从强调努力工作向强调想象和宽容的转变。从生存到自我表达的转变，也代表着从工业社会向后工业社会的转变，以及对民主价值观的拥抱。
从传统价值观向世俗理性价值观的转变与一国经济中工业要素所占的比例有很强的相关性(0.65)，而从生存价值观向自我表达价值观的转变与该国工业部门的规模无关，但与该国服务部门的规模有很强的相关性(0.73)。

## 集群
2017年版本的地图将国家划分为九个集群:英语圈、拉丁美洲、欧洲天主教会、欧洲新教、非洲-伊斯兰、波罗的海、南亚、东正教会和儒家集群。在以前的研究中，非洲-伊斯兰集群被分成两个(非洲集群和伊斯兰集群)，波罗的海国家没有自己的集群。
另一种划分社会的方法是根据物质财富，较贫穷的社会在两个轴的底部，较富裕的社会在顶部。

## 国别分析
在西方世界国家中，美国是最保守的国家之一(作为位置最靠后的国家之一)，还有爱尔兰和波兰等高度保守的天主教国家。 Simoni总结道:“在传统/世俗维度上，美国的排名远远低于其他富裕社会，其宗教信仰和民族自豪感水平与一些发展中社会相当。”
亚洲社会在传统/世俗维度上分为两个集群，较世俗的儒家社会位于地图的顶部，较传统的南亚社会位于地图的中心。
俄罗斯是最注重生存价值的国家之一，而另一方面，瑞典在自我表达方面排名最高。
研究还发现，基本的文化价值观绝大多数适用于国家界限，跨国界的混合相对较少。即使在拥有共同文化历史的国家之间也是如此。此外，即使是国家的文化集群也不会跨越国界进行太多的融合。这表明国家是具有文化意义的单位。

## 历史

2008年版本的地图

该地图随着世界价值观调查的新数据浪潮而定期更新和修改。不同的版本可在“世界价值观调查”网站查阅。
该地图的早期版本由罗纳德·英格尔哈特 (Ronald Inglehart) 于 1997 年发布，维度名为“传统与世俗-理性权威”和“生存与幸福”。
Inglehart 和 Welzel 于 2005 年修订了这张地图，并将维度命名为“传统与世俗-理性价值观”和“生存与自我表达价值观”。这张地图和它的各种更新通常被称为英格尔哈特-韦尔策尔文化地图。
Welzel 在 2013 年发布了一张截然不同的地图，其中包含两个密切相关的维度，名为“解放价值观”和“世俗价值观”，其中解放价值观提供了他的人类赋权理论背后的主要变量。
其他文化地图由Shalom Schwartz以及Stankov、Lee和Vijver出版。

## 反响
文化地图普遍受到欢迎，经常被引用或提及。2009年，阿诺·托施将其描述为“英格尔哈特研究传统中最著名的作品之一”。同样，许多学者也将其称为“著名”(2009年，尼尔斯-克里斯蒂安·弗里切，2016年，伊丽莎白·斯塔克斯鲁德，2020年，曼弗雷德·布洛特纳，2020年，路易吉·库里尼和罗伯特·弗兰泽，同样是在2020年))。
尽管它很受欢迎，但有几个学者们质疑这两个维度是否代表了文化差异的充分和有用的衡量标准。2007年，Majima和Savage质疑哪些衡量文化的方法是最恰当的，以及衡量的随时间变化是否真实。而Bomhoff和Gu在2012年提出，东亚人的态度和价值观没有得到充分反映。
在2010年，beugelsdijk和Welzel的计算表明，数据只能很弱地证明将其分为两个因素或维度，而单一因素的解决方案可能是合适的。2013年，Welzel提出，这两个维度可以在人类赋权的共同框架下结合起来。同样，Inglehart 在 2018 年发现，结合文化价值观的单一因素很好地反映了现代化。
根据阿格纳·福格 (Agner Fog) 2020 年的研究，对文化差异的研究进行了元分析，发现许多关于文化差异的研究都导致了相似的因素，但因子旋转的方式不同。因子旋转的普遍做法掩盖了文化地图上不同轴向的不同研究之间的相似性。未旋转的解决方案具有最强的因子或维度，对应于从 Inglehart 和 Welzel 地图的左下角到右上角的一条线，结合了两个维度。 这个组合维度可以解释为发展或现代化。它结合了许多经济、技术、制度和心理变量，而这些变量恰好彼此密切相关。未旋转的第二个因素或维度对应于Inglehart和Welzel地图上的一条垂直线，反映了东亚文化的特殊文化价值。
2020年，弗雷德·德文(Fred Dervin)、罗宾·莫洛尼(Robyn Moloney)和阿什利·辛普森(Ashley Simpson)批评该地图是“文化本质主义和潜在的种族主义”，因为它的概括和简化使发展中国家蒙上了污名，并给它们贴上了不如白人、欧洲和基督教国家的标签。

## 另请参阅
- 霍夫斯泰德文化维度理论
- 诺兰曲线

## 外部連結
- 官方網站 （页面存档备份，存于）